# Pascal Paoli (navire)
Pour les articles homonymes, voir Pascal Paoli (homonymie).
Le Pascal Paoli est un navire mixte de la compagnie française Corsica Linea. Construit entre 2002 et 2003 aux chantiers néerlandais Van der Giessen-de Noord pour la SNCM, Il porte le nom d'une importante figure historique corse en la personne de Pascal Paoli. Mis en service en mai 2003, il assure principalement le transport de fret et de passagers vers le port de Bastia toute l'année de nuit depuis Marseille, dans un premier temps pour le compte de la SNCM puis à partir de 2016 pour Corsica Linea.

## Histoire

### Origines
En mars 1999, la direction de la Société nationale maritime Corse-Méditerranée (SNCM) annonce le remplacement imminent du cargo Monte Rotondo, affecté sur la Balagne. Mis en service en 1973, ce navire devait initialement quitter la flotte en 1994 après la mise en service du Paglia Orba. Cependant, le Monte Rotondo a vu sa carrière prolongée en raison de la vente du Monte Stello à la suite de son échouement survenu le 1er janvier 1994 dans les bouches de Bonifacio. Parallèlement, il est constaté que la vitesse du Paglia Orba s'avère insuffisante, mais également que sa capacité fret est inférieure aux 2 200 mètres linéaires annoncés, ce qui tendra à rendre ce navire inadapté à la ligne de Bastia à l’horizon 2002. La construction d’une unité plus performante apparaît alors comme une nécessité pour l'amélioration de la desserte de Bastia et permettra également par conséquent de transférer le Paglia Orba et le Monte d'Oro sur la desserte des ports d'Ajaccio et de Porto-Vecchio.
Ces réflexions interviennent alors dans un contexte où la concession de 25 ans de l'État garantissant le monopole de la desserte de la Corse à la SNCM est sur le point d'arriver à son terme. Pour lui succéder, il est décidé la mise en place dès 2001 d'une délégation de service public (DSP) organisée par l'Office des transports de la Corse et définie selon les directives de l'Union européenne, incluant notamment la fin du monopole du pavillon et l'ouverture à la concurrence étrangère. Sans attendre le futur cahier des charges, la direction de la SNCM commence à définir les principales caractéristiques du futur cargo qui desservira Bastia. La capacité d'emport de fret apparaît comme le critère prépondérant dans la définition du navire. Il est estimé que la longueur de roulage réelle de cette future unité doit être supérieure de 20% à celle du Paglia Orba, ce qui fixe une longueur de 2 300 mètres linéaires. Contrairement à ce dernier, il devra disposer d’une rampe fixe pour accéder à la pontée et d’une rampe séparée pour l’embarquement des voitures des passagers. Cette disposition conduit ainsi à une capacité de 160 remorques. À l'inverse également du Paglia Orba, il ne dispose pas de porte rampe-avant, sa largeur permettant aux camions de faire demi-tour à l’intérieur du garage. La vitesse devient également un facteur important, comme en témoignent en 1999 toutes les constructions neuves de navires mixtes conçus avec des vitesses de 22 nœuds et plus. La vitesse de 23 nœuds est retenue dans le cahier des charges afin de permettre aux transporteurs d'arriver plus tard au port d'embarquement mais aussi dans l'optique que le navire effectue un aller-retour sur Livourne depuis Bastia dans la journée. Concernant les dimensions, le futur cargo présente des caractéristiques similaires à celles du futur cruise-ferry Méditerranée avec ses 176 mètres de long. Les similitudes se retrouvent également sur le plan technique avec le même appareil propulsif que celui choisi que pour le futur ferry.
Le cahier des charges de la DSP n'est dévoilé par les instances corses qu'en novembre 2000, obligeant la SNCM, comme La Méridionale et le groupe Corsica Ferries, à s'organiser dans des délais assez courts. L'attribution devant être décidée en juin 2001, cela ne laisse que six mois au nouveau concessionnaire pour répondre aux obligations de la DSP. Considérant que le nouveau cargo mixte sera un atout supplémentaire dans sa réponse à l'appel d’offres, le conseil d'administration de la SNCM passe la commande de cette nouvelle unité dès le mois de décembre 2000 auprès des chantiers Van der Giessen de Noord. L'offre de ces chantiers néerlandais s'avère la plus intéressante sur le plan financier comme technique, cette commande ayant pu être passée avant que prenne effet, le 1er janvier 2001, la modification de la législation européenne sur les aides à la construction navale. Van der Giessen pouvait donc toujours recevoir des subventions de l'État néerlandais, jusqu'à 9% de la valeur du navire. Ce chantier possède également une solide expérience dans la construction de car-ferries et de cargos mixtes.
Une fois l'appel d’offres de la DSP remporté en juin 2001, la SNCM peut alors définir complètement les caractéristiques de son futur navire, et tout particulièrement les aménagements intérieurs destinés aux passagers, conçus par le même cabinet d'architecte que pour les cruise-ferries. Le cahier des charges exigeant un système de restauration intégrant un service en salle à manger et un point complémentaire de restauration rapide, le navire est ainsi équipé en conséquence. Le pont 7 est entièrement consacré aux passagers, qui quittent leur véhicule pour accéder directement au hall d'accueil. Le nombre de cabines est arrêté à 160, complétées par un salon de cinquante fauteuils. Dans sa conception comme dans sa ligne, le futur cargo rompt avec les autres navires mixtes de la compagnie, il incarne ainsi pleinement la nouvelle orientation du service public de la continuité territoriale, privilégiant l'emploi de cargos mixtes.
Le navire défini, il reste à lui trouver un nom. La direction propose, pour perpétuer la tradition des noms de montagnes corses, le nom de Bavella. Cependant, le nom de Pascal Paoli avait été précédemment proposé par les instances corses pour le nouveau cruise-ferry. Celui-ci étant finalement baptisé Danielle Casanova, le nom du père de la nation corse est alors attribué au nouveau cargo.

### Construction
La SNCM et les chantiers Van der Giessen de Noord signent le contrat de construction le 29 décembre 2000. Le navire est mis sur cale le 29 janvier 2002 et lancé le 26 octobre 2002. Les essais à la mer ont lieu du 26 au 28 avril puis du 9 au 11 mai 2003. Il est livré à la SNCM le 16 mai 2003. Le Pascal Paoli marque symboliquement le virage que veut prendre la SNCM au début des années 2000. Sa coque bleue se substitue à la traditionnelle coque noire qu'arboraient jusqu'alors les cargos de la compagnie. La marque commerciale Ferryterranée disparaît, laissant la place au seul logo avec le nom SNCM peint en bleu foncé. Il figure également sur la coque, pour la première fois, l’adresse du site internet de la compagnie, peint en rouge.

### Service

#### SNCM (2003-2016)

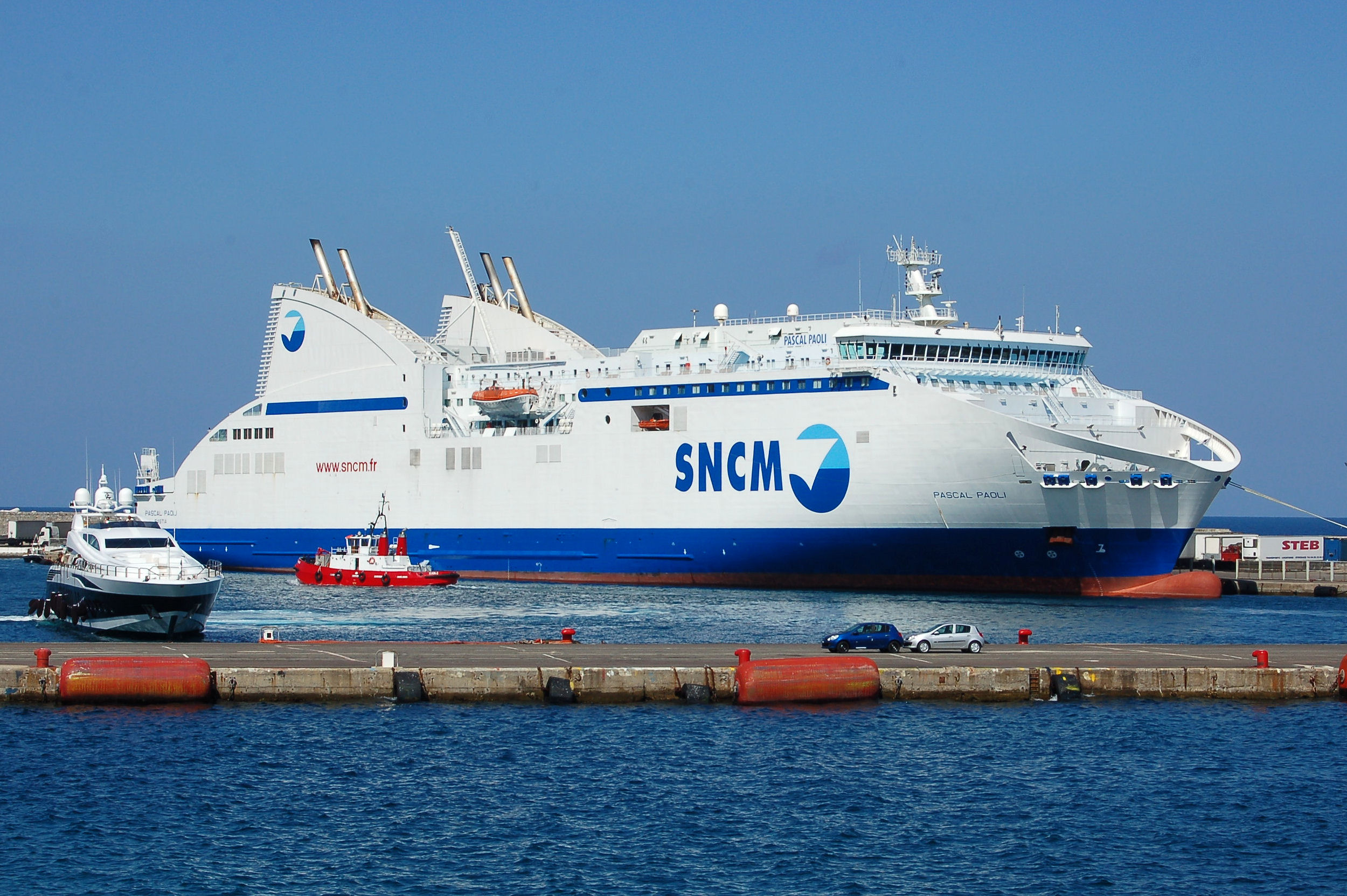
Le Pascal Paoli sous les couleurs de la SNCM à Bastia.

Le 18 mai 2003, le Pascal Paoli quitte le port de Krimpen aan den IJssel à destination de Marseille. Le lendemain, il fait escale dans le port du Havre afin de charger 812 véhicules Renault neufs destinés à être débarqués à Marseille et à Bastia. Le 23 mai, le nouveau cargo de la SNCM arrive à Marseille où il est accueilli à la passe nord par une vedette où ont embarqué le président de la compagnie, Pierre Vieu, les membres de la direction et la presse. Le navire accoste à 16h05 au poste 119. Le 28 mai, le Pascal Paoli effectue sa première traversée à destination de la Corse. Le nouveau cargo mixte appareille de Marseille à 11h14 et rejoint Bastia à 20h58 ; la traversée s’est effectuée à la vitesse de 25,06 nœuds en route libre. Une fois les voitures embarquées au Havre déchargées, le navire quitte le port de Bastia à 0h12 pour Marseille où il accoste au poste 119 à 9h55. Ces deux traversées n’étaient pas ouvertes à la clientèle. C’est le soir même à 19h00 que le Pascal Paoli commence son exploitation commerciale. À sa mise en service, il est le navire mixte le plus important en termes de capacité jamais aligné sur la Corse.

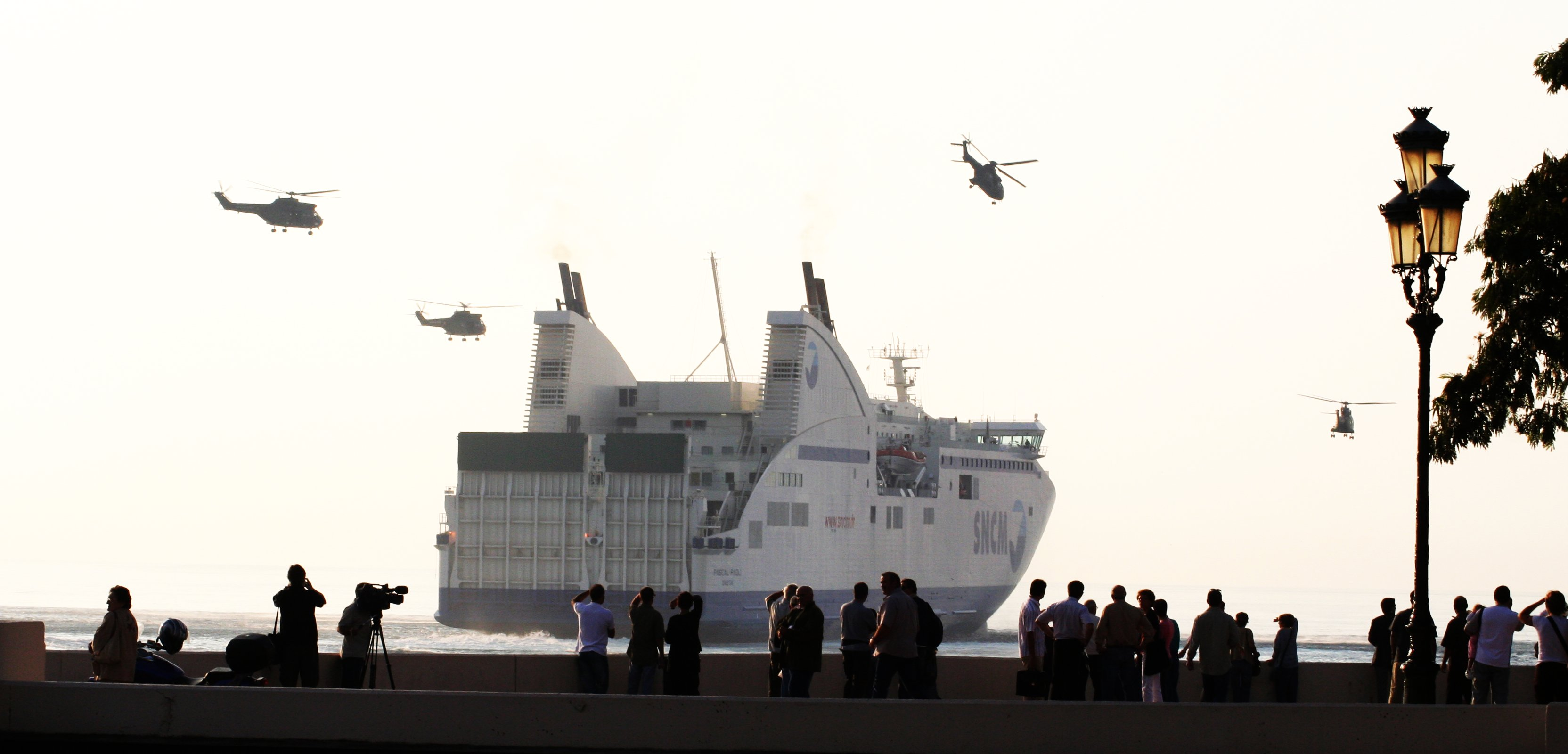
Abordage du Pascal Paoli par le GIGN le 28 septembre 2005.

Le 27 septembre 2005, pendant le mouvement social consécutif à la décision de privatiser la SNCM, des marins grévistes du Syndicat des travailleurs corses investissent le Pascal Paoli, amarré à la digue du large du port de Marseille. Ils ont pour projet d’acheminer le navire vers Bastia. Le commandant est conduit à appareiller, franchir la passe Nord et faire route vers la Corse. Durant la traversée, le Pascal Paoli est survolé par des hélicoptères militaires. Le navire arrive aux environs de Bastia vers 23h00 mais n’accoste pas, comme le souhaitent les marins grévistes, et passe la nuit à quelques encablures du port. Au petit matin du 28 septembre, après que la décision ait été prise durant la nuit par les autorités, des membres du commando Hubert et du GIGN, à l’aide de cinq hélicoptères, prennent possession du bord. Les marins grévistes n’opposent aucune résistance et les militaires reprennent alors le contrôle du navire. Celui-ci, sous escorte de la Marine nationale, est dirigé vers Toulon, où il accoste dans l’enceinte de la base navale, à l’appontement Milhaud 1 vers 20h45. Il y reste jusqu’au 13 octobre, date à laquelle il appareille pour Marseille dans la soirée,.

#### Corsica Linea (depuis 2016)
Le 5 janvier 2016, le Pascal Paoli est transféré à la Maritime Corse Méditerranée (MCM), nouvelle entité succédant à la SNCM à la suite de sa reprise par l'homme d'affaires corse Patrick Rocca. Le 3 février, à l’issue de son arrêt technique aux chantiers tunisiens de Menzel Bourguiba, le navire arrive à Marseille vierge de toute marque commerciale.
Initialement, le Pascal Paoli devait, à l'instar des autres navires de la flotte, arborer les couleurs de la marque commerciale Maritima Ferries. La marque ne sera cependant jamais lancée, puisqu'en avril la MCM est vendue par le groupe Rocca au consortium Corsica Maritima. La flotte est ainsi transférée au sein d'une nouvelle entité commerciale, Corsica Linea.
Le 13 mai, une fiducie sur le Pascal Paoli et le Danielle Casanova est signée par les nouveaux propriétaires des navires afin de garantir le financement de la nouvelle compagnie. À la fin du mois de mai, le cargo mixte est immobilisé afin d'être mis au standards de Corsica Linea. Sa coque est repeinte en rouge et arbore la tête de Maure du drapeau corse. Le navire appareille de Marseille à destination de Bastia le 25 mai pour son premier voyage sous ses nouvelles couleurs.

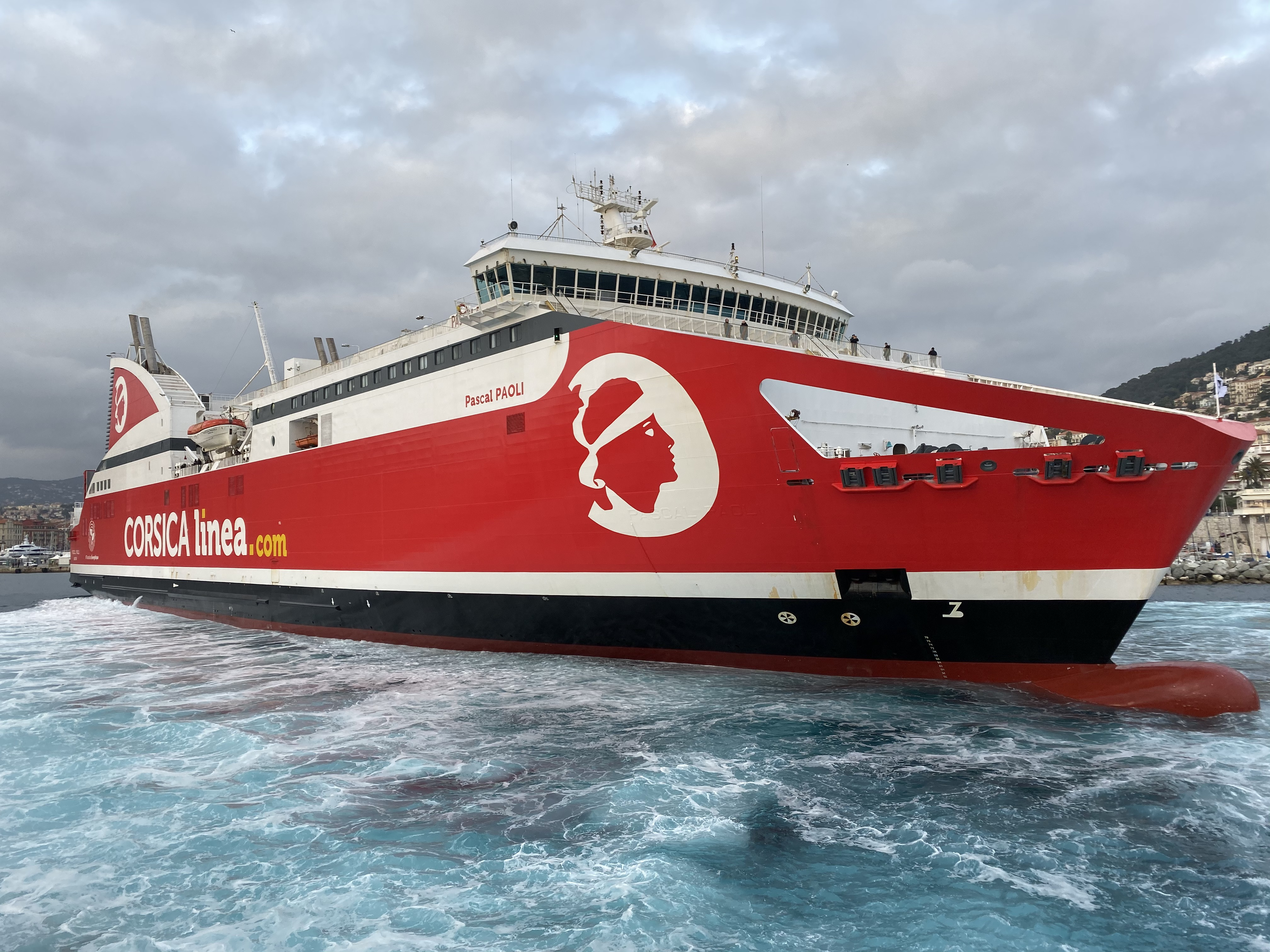
Escale exceptionnelle du Pascal Paoli à Nice durant le mouvement de grève de La Méridionale en janvier 2020.

Le 1er février 2018, le Pascal Paoli entre en forme 8 à Marseille pour son arrêt technique. Plusieurs travaux sont réalisés à bord, notamment la réfection des moquettes dans les espaces publics et l'ajout de onze nouvelles cabines intérieures à la place d'une partie du salon fauteuils. Les équipements de la passerelle de navigation sont modernisés avec la mise en place de nouveaux logiciels ainsi que de nouveaux radars. Les bossoirs des deux embarcations de sauvetage sont également améliorés. Des modifications à caractère écologique sont aussi réalisés avec l'installation d'un dispositif derrière les hélices visant à réduire le flux d'eau envoyé sur les safrans, faisant baisser de 2 à 3% la consommation du carburant, réduisant ainsi les émissions de dioxyde de carbone. L'arrêt technique se termine le 22 février et le navire reprend son service le lendemain.
Durant la grève des syndicats de La Méridionale paralysant le port de Marseille à partir du 21 juin 2019, trois navires de Corsica Linea sont bloqués par les marins de la compagnie marseillaise durant plusieurs jours. Le Pascal Paoli assure alors en urgence des traversées de substitution depuis Toulon vers Bastia ou Ajaccio. Bloqué à son tour à Bastia le 23 juin, il reprendra finalement son service deux jours plus tard et continuera d'assurer son service exceptionnel jusqu'à la fin de la grève le 27 juin.
Dans la matinée du 20 septembre, alors que le Pascal Paoli achève une traversée entre Bastia et Marseille, six gendarmes armés investissent le navire au large de Toulon après que des militaires voyageant à bord aient signalé des agissements suspects d'une dizaine de personnes de confession musulmane. Contrôlés par les gendarmes, ceux-ci seront toutefois relâchés et considérés comme ne représentant aucun danger.
Au cours de son arrêt technique effectué à Malte aux chantiers Palumbo de La Valette entre décembre 2019 et janvier 2020, le navire est équipé de scrubbers, dispositifs d'épuration de fumées installés au niveau de ses cheminées permettant de réduire ses émissions de soufre comme l'exige la nouvelle réglementation.
Au mois de janvier 2020, en raison d'un nouveau mouvement de grève des syndicats des marins de La Méridionale entraînant une fois de plus le blocage du port de Marseille et de plusieurs navires de Corsica Linea, le Pascal Paoli est spécialement affrété afin d'acheminer le fret et les passagers vers la Corse. Il réalise à cet effet un aller-retour par jour depuis Nice vers Bastia ou Ajaccio du 17 au 30 janvier.

## Aménagements
Le Pascal Paoli possède 9 ponts. Bien que le navire s'étend en réalité sur 11 ponts, deux d'entre eux sont inexistants au niveau des garages. Les locaux des passagers se situent sur les ponts 7 et 8 tandis que ceux de l'équipage occupent le pont 9. Les ponts 1, 3, 5, ainsi que l'avant du pont 7 abritent quant à eux les garages.

### Locaux communs
Les parties communes du Pascal Paoli sont toutes situées sur le pont 7. Le navire est équipé d'un restaurant de 198 places à l'arrière, d'un bar de 201 places et d'un snack au milieu. 

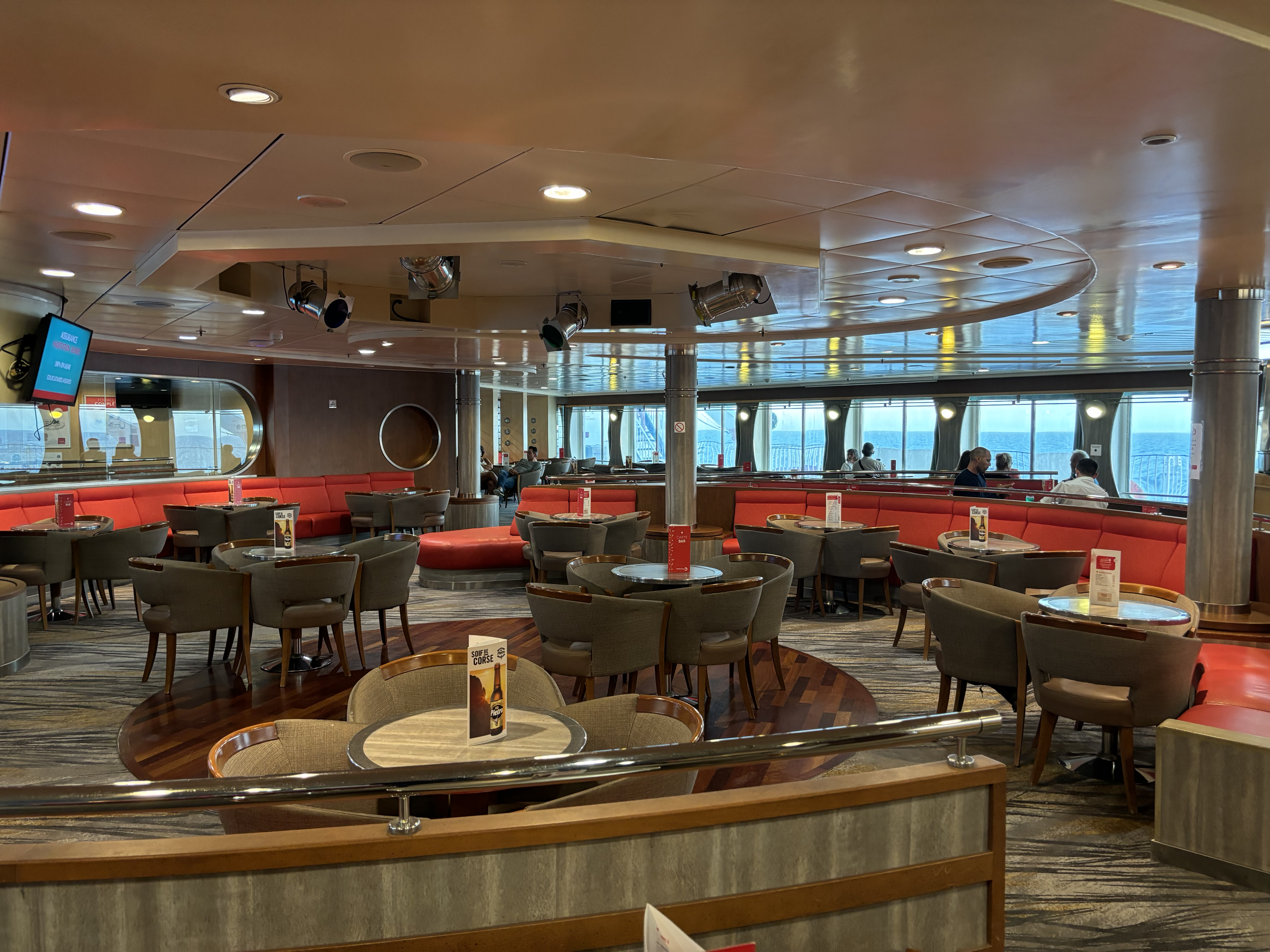
Le bar principal, situé au milieu du pont 7.
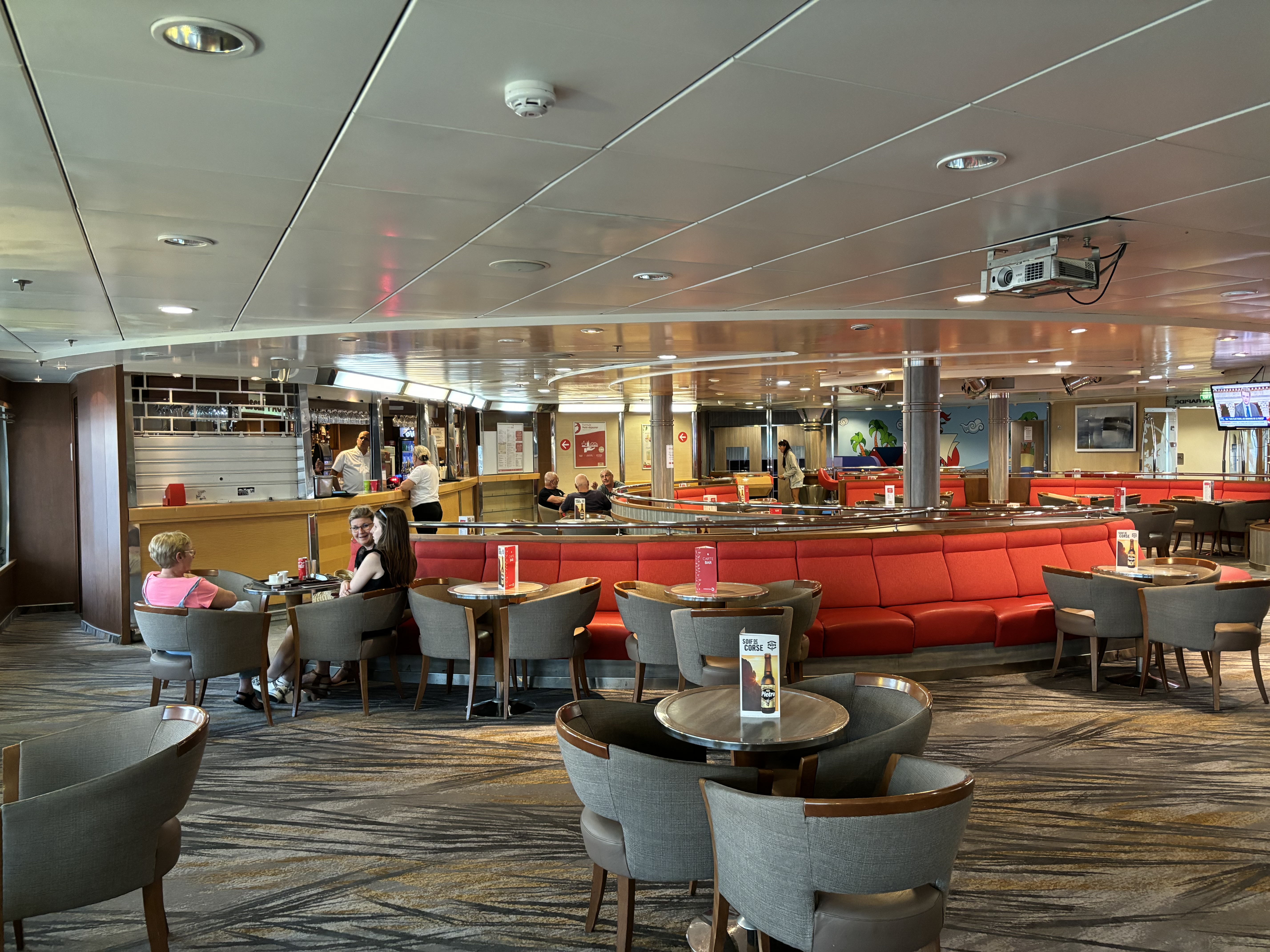
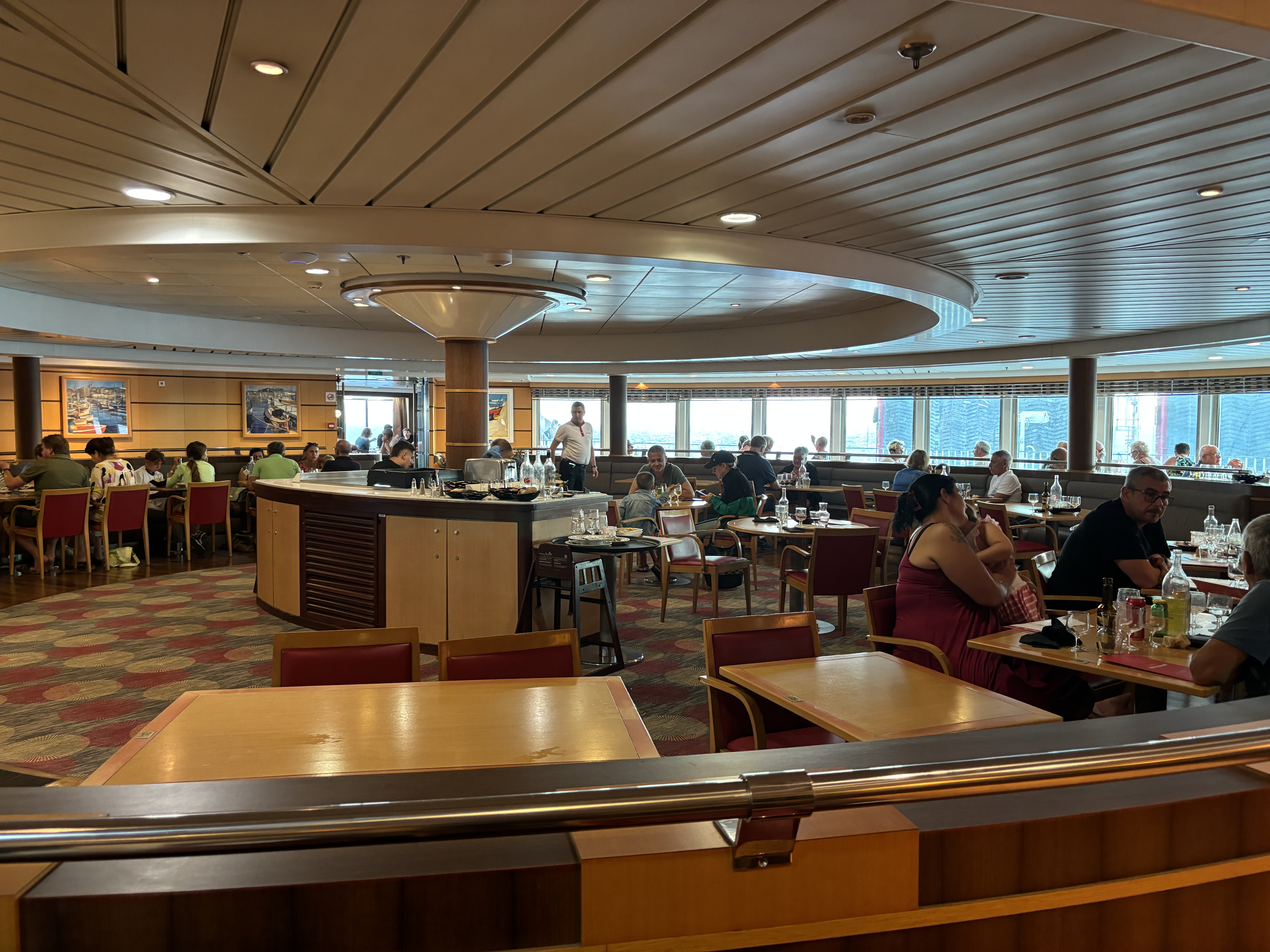
Restaurant situé sur le pont 7 à l'arrière du navire.
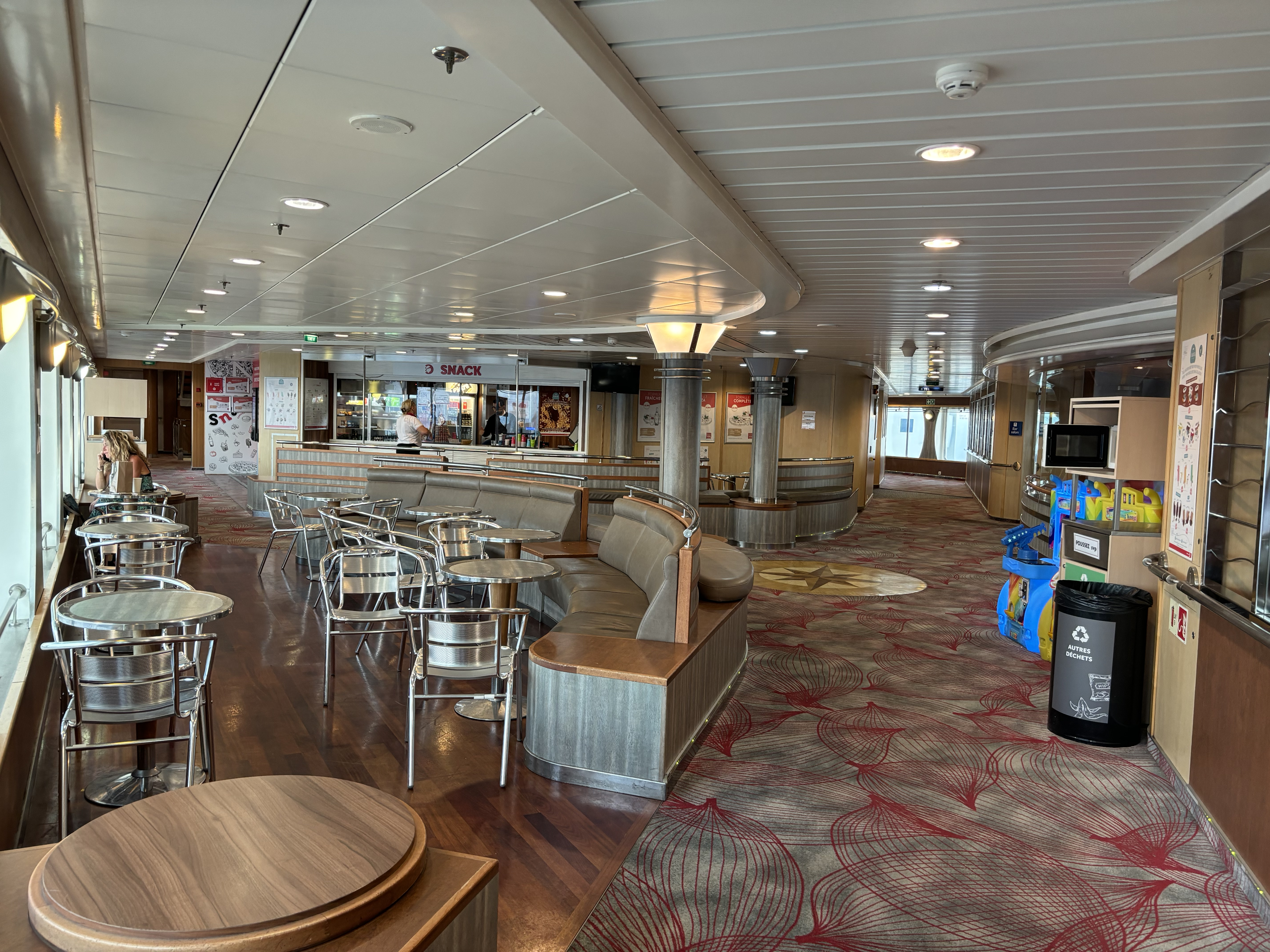
Snack situé sur le pont 7, non loin du bar.
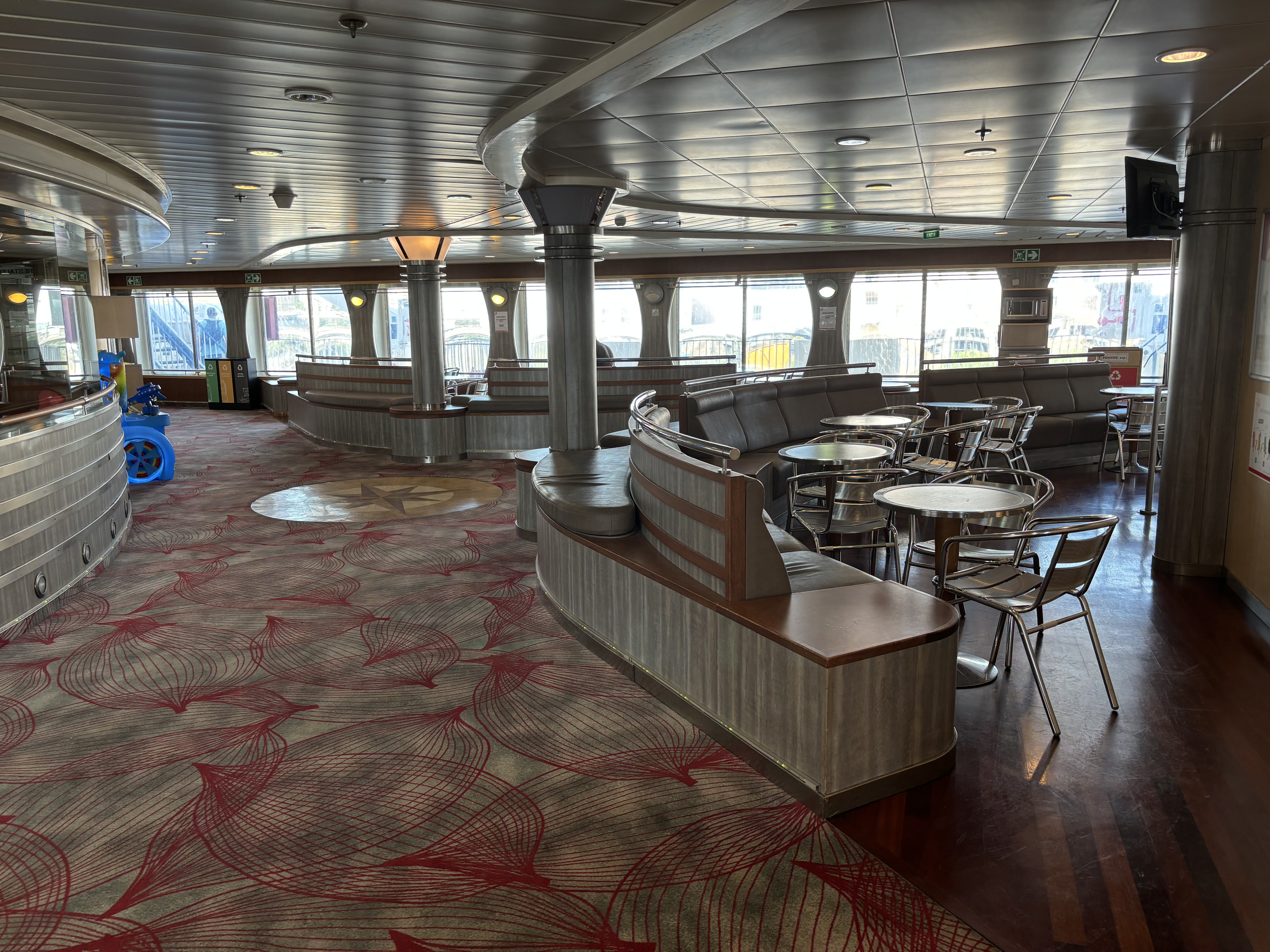

### Cabines
Le Pascal Paoli dispose de 171 cabines privatives toutes situées sur le pont 8. Internes ou externes, elles peuvent loger deux ou quatre personnes et sont toutes pourvues de téléviseurs ainsi que de sanitaires. Un salon de 78 fauteuils situé vers la poupe était à la disposition des passagers n'ayant pas réservé de cabine, ce salon est par la suite modifié et voit sa capacité réduite à 50 fauteuils, l'espace restant est remplacé par onze nouvelles cabines lors d'une refonte en 2018.

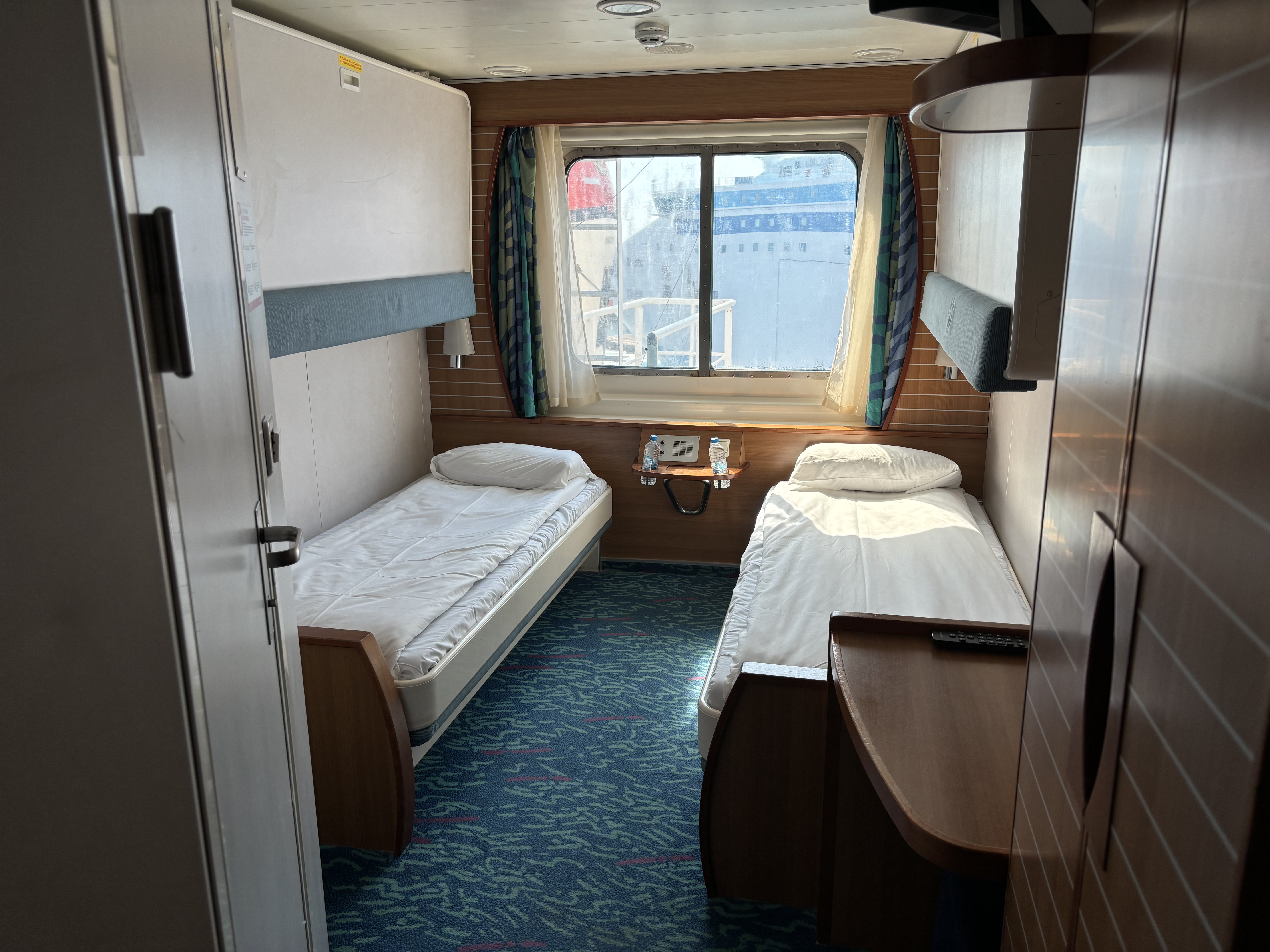
Cabine extérieure standard à quatre couchettes.
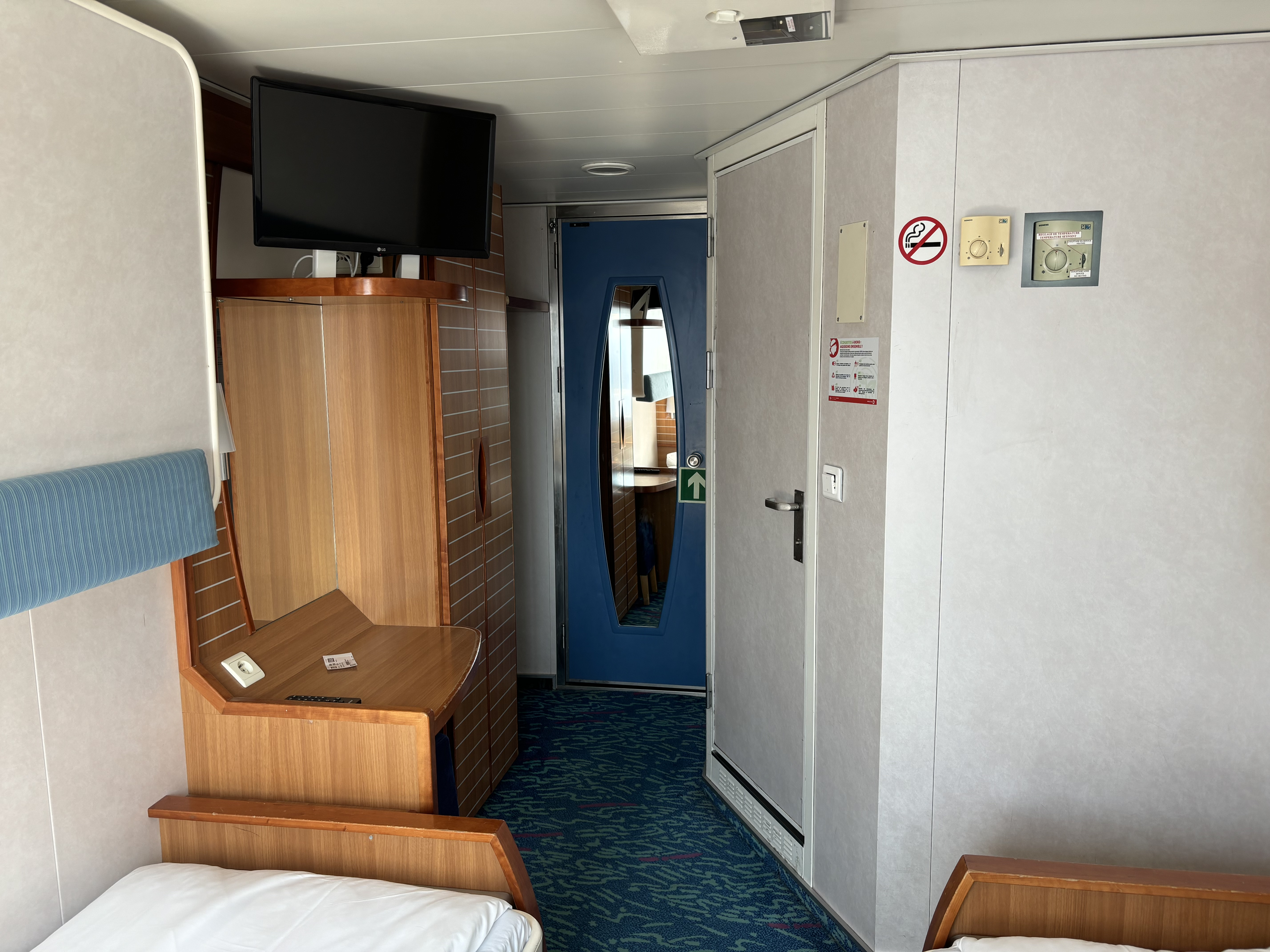
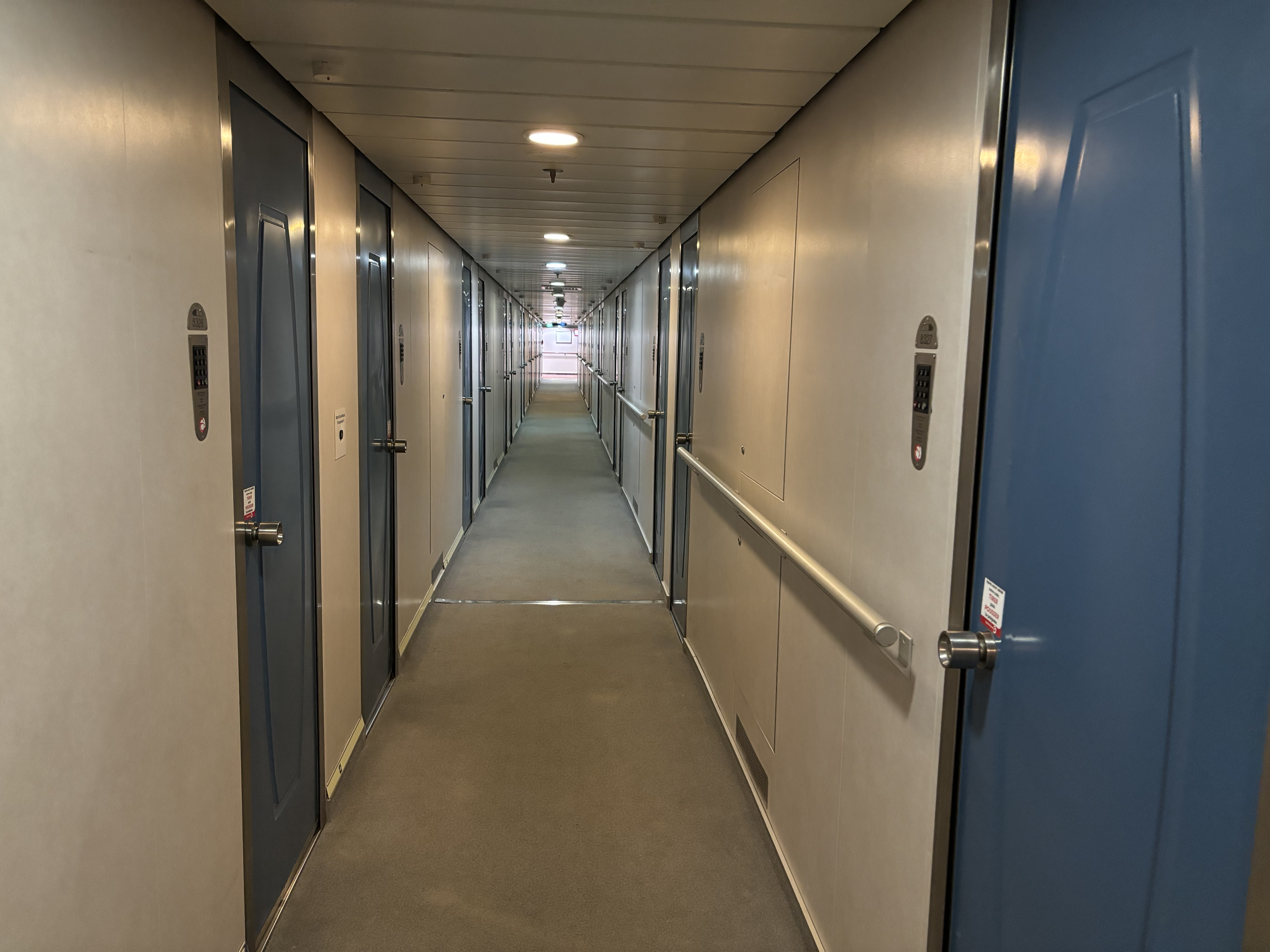
Coursives des cabines du pont 8.

## Caractéristiques
Le Pascal Paoli mesure 176 mètres de long pour 30,50 mètres de large, son tirant d'eau est de 6,50 mètres et sa jauge brute est de 35 760 tonneaux. Le navire peut embarquer 655 passagers et possède un garage de 2 300 mètres linéaires pouvant contenir 160 remorquesainsi que 130 véhicules. Ce garage est accessible par deux portes-rampes arrières de 18 mètres de longueur chacune et de largeur de 12 mètres à bâbord et 6,4 mètres à tribord. Il possède quatre moteurs diesel Wärtsilä 9L46, neuf cylindres en ligne développant une capacité de 37 800 kW entraînant deux hélices à pas variable faisant filer le bâtiment à plus de 24 nœuds. Le navire mixte est aussi doté de deux propulseurs d'étrave Lips de 1 500 kW chacun et de stabilisateur à ailerons repliables ACH Engineering. Le navire est pourvu de deux embarcations de sauvetages fermées de grande taille, complétées par deux embarcations semi-rigides ainsi que de nombreux radeaux de sauvetage. Depuis 2020, le Pascal Paoli est équipé de Absorbeurs-neutralisateurs, dispositifs d'épuration des fumées rejetées par les cheminées réduisant ainsi les émissions de soufre.

## Lignes desservies
Depuis sa mise en service, pour le compte de la SNCM puis de Corsica Linea, le Pascal Paoli dessert principalement Bastia au départ de Marseille en traversée de nuit. Il touche de manière exceptionnelle les autres ports desservis par la compagnie. Durant sa carrière, le navire a desservi à plusieurs reprises les ports secondaires de Porto-Vecchio ou de L'Île-Rousse et il lui arrivait également d'effectuer des rotations sur Nice, Toulon et Porto Torres en Sardaigne.